# Container

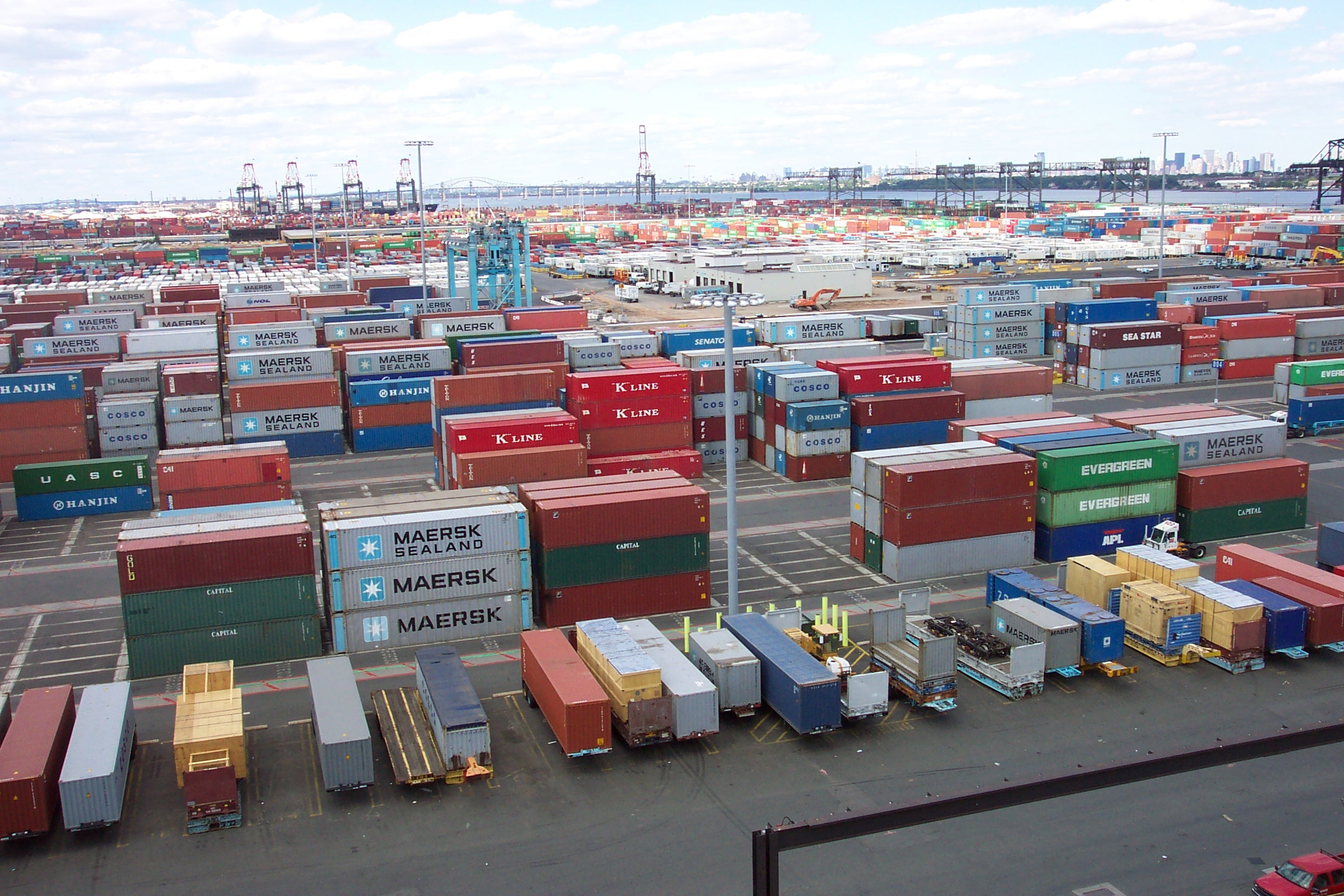
Tusentals ISO-containrar i hamnen "Port Elizabeth" i New York, USA.

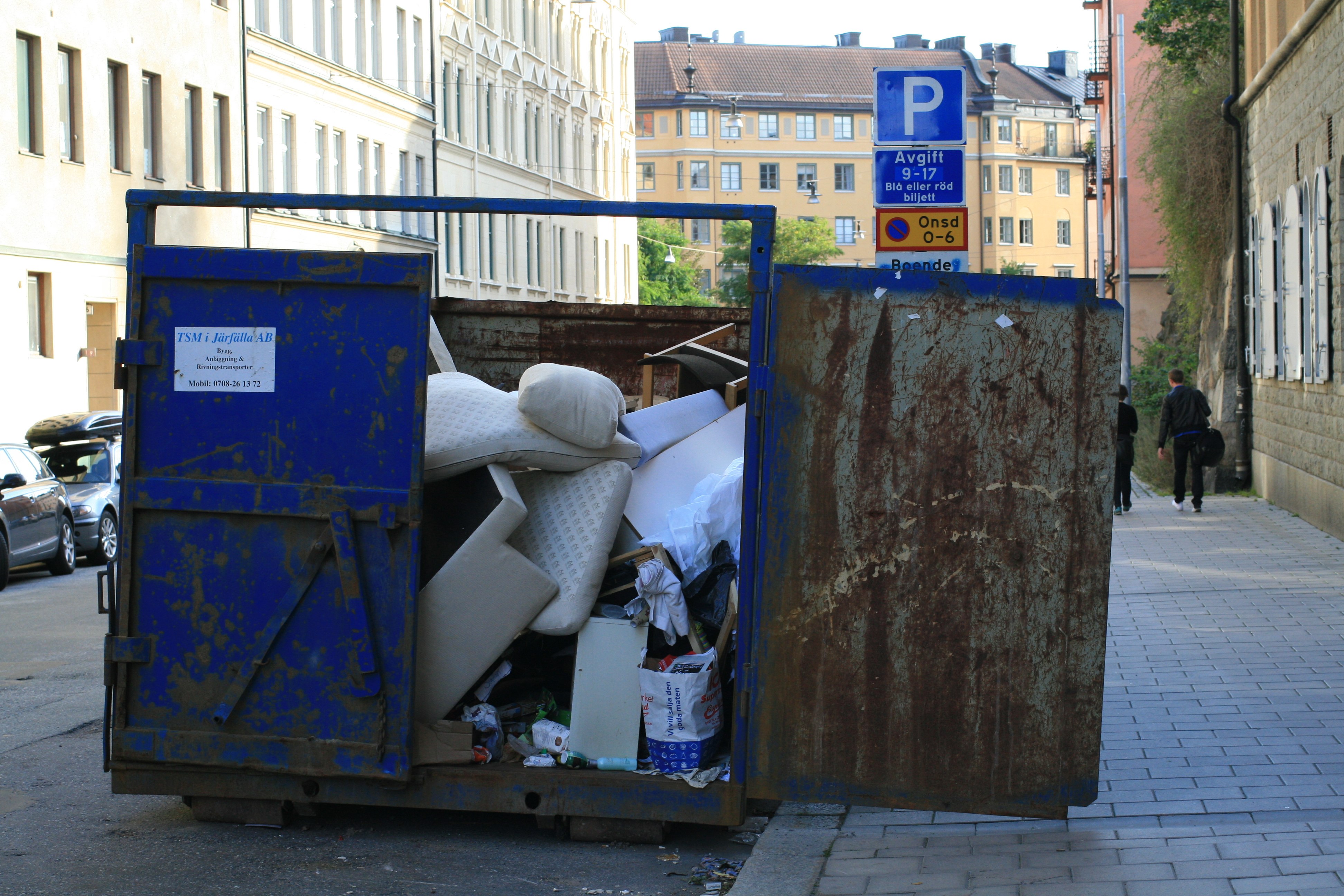
Container avsedd för grovsopor.

Container (plural: containrar) är ett engelskt lånord för en återanvändbar stor behållare som vanligen kan lastas på olika transportmedel (intermodal transport).

## Syfte
- Att underlätta lossning/lastning så att transportfordonens stillestånd minimeras.
- Att skydda godset mot väder, stöld och transportskador.
- Att möjliggöra utnyttjande av olika transportsätt i en logistikkedja till exempel lastbil, tåg och fartyg.
- Att åstadkomma ett tillfälligt lagerutrymme, till exempel i väntan på transport.

## Historik
Containrar uppenbarade sig i England redan i mitten av 1700-talet i form av stora trälådor för koltransport. Sedan fortsatte det med speciallösningar för olika transportbehov. För att lasta om lådorna behövs kraftiga kranar, vilket i första hand kom under 1900-talet. I mitten av 1900-talet ökade användningen markant i samband med att olika standarder infördes, till exempel ISO-containern, sopcontainrar och flygcontainrar. Containersystemet revolutionerade godshanteringen i världen. Det berodde på att en infrastruktur byggts med anpassade transportmedel, hanteringsutrustningar och med förflyttning av arbetskraft (från hamnstuverierna till inlandets kundlager). Detta var en av orsakerna till att globaliseringen tog fart.

## Vanligaste containertyperna

### Internationellt
- ISO-containern. Standardiserades omkring 1970 och är den helt dominerande containertypen i världen. Den används mest då långväga fartygstransporter ingår i transporten.
- Flygcontainern. Standardiserades ungefär samtidigt som ISO-containern.
- IBC, intermediate bulk container, för transport av vätskor eller bulklast. Den rymmer oftast 1 000 l men finns från 200 till 3 000 l.

### I Sverige
- Lastväxlarcontainer. En standardiserad container för jordmaterial, sopor, träflis mm. Är tillverkade av stål som en låda, ev med fällbart tak eller ett skyddsnät. Under ena gaveln sitter stålrullar och i den andra gaveln en ögla så att en anpassad lastbil själv kan dra upp containern på lastbilens ram med en hydraulisk krok. Måtten är anpassade till bredden/längden på lastbilar. Volymen på olika lastväxlarcontainrar varierar normalt med höjden på containern. Det finns en rad olika konstruktioner och tillämpningar för denna princip. Systemet med en krok för lastväxlare är en påbyggnad på lastbilens ram. Kända tillverkare i Sverige är Roadex med deras MH-serie[2] och Joab med deras lösningar för lastväxlarsystem.[3]
- Liftdumpercontainer. En standardiserad container med liknande användningsområden som ovan. Liftdumpercontainern har mindre dimensioner och till skillnad från lastväxlarprincipen lastas en liftdumpercontainer på en lastbil med hjälp av kedjor med ett särskilt aggregat monterat på lastbilen. Känd tillverkare av liftdumpersystem är Joab med olika varianter av påbyggnader för liftdumper.
- Massaindustrins container. En extra stor container som utnyttjar järnvägens lastprofil och utnyttjas av vissa skogsbolag (80 ton, som en 40', men 1 meter bredare och högre, ej för lastbil). Se SECU.